# 巴勃罗·莫拉莱斯
巴勃罗·莫拉莱斯（英語：Pablo Morales，1964年12月5日—），美国男子游泳运动员。他曾代表美国参加1984年和1992年夏季奥林匹克运动会游泳比赛，获得三枚金牌和二枚银牌。